# Giacomo da Venezia
Giacomo da Venezia (Venezia ?, XI secolo – dopo il 1147) è stato un traduttore e canonista italiano noto per le sue traduzioni di Aristotele. Sette secoli dopo Boezio, fu uno dei primi a tradurre le opere del filosofo greco direttamente dal greco antico al latino.

## Biografia
Sappiamo molto poco di Giacomo da Venezia. Si firmava Iacobus Veneticus Graecus: sono state fatte varie congetture per spiegare quel Veneticus Graecus ma non si sa ancora se Giacomo fosse un greco cresciuto a Venezia o un veneziano cresciuto a Costantinopoli. Di certo, i suoi scritti mostrano che il suo latino è influenzato dalla lingua greca È possibile, ma non è stato dimostrato con certezza, che abbia studiato filosofia a Costantinopoli. 
Roberto di Torigni, abate di Mont Saint-Michel tra il 1154 e il 1186, si riferisce a lui chiamandolo «Giacomo chierico di Venezia» (Jacobus clericus de Venecia), il che «[...] può significare che non fu mai importante nella gerarchia ecclesiastica, e probabilmente non fu mai ordinato sacerdote.» 
È citato, insieme a Burgundio Pisano (avvocato e traduttore) e Mosè da Bergamo (poeta e filologo), tra gli studiosi latini che parteciparono ad un dibattito teologico pubblico che ebbe luogo il 3 aprile 1136 a Costantinopoli tra il vescovo cattolico Anselmo da Havelberg e l'arcivescovo ortodosso Niceta da Nicomedia.
Studiò diritto canonico in Italia. Della sua attività come canonista si conserva un consulto inviato nel 1148 all'arcivescovo di Ravenna vertente su una questione di precedenza che opponeva quest'ultimo all'arcivescovo di Milano, Mosè di Vercelli. La controversia venne risolta da Papa Eugenio III nel Concilio di Cremona del 1148. Giacomo di Venezia cita sia autori latini che bizantini, mostra una solida competenza giuridica, ed è abbastanza preparato da poter discutere davanti a un arcivescovo e al suo capitolo. 

## Traduzioni di Aristotele

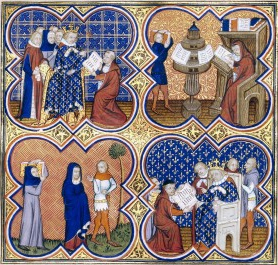
Carlo V ordina la traduzione di Aristotele. Miniatura del prologo di Politica, Economia ed Etica di Aristotele nella traduzione di Nicola d'Oresme.

Giacomo da Venezia è considerato il principale traduttore di Aristotele dal greco al latino del XII secolo. Gli sono state attribuite le prime traduzioni dal greco al latino della Fisica, della Metafisica (ci sono pervenuti i libri da I a IV, 4, 1007 a31) e del De Anima. Gli viene attribuita anche la traduzione di parti dei Parva Naturalia (in particolare la translatio vetus del De Morte et Vita, del De Memoria, del De juventute e del De respiratione) e nuove versioni di parti dell'Organon già tradotte da Boezio nel VI secolo: la Topica e le Confutazioni sofistiche (pervenuteci frammentariamente), gli Analitici Primi e Secondi (quest'ultima traduzione fu la più utilizzata per tutto il Medioevo: ce ne sono pervenuti 275 manoscritti, a fronte dei solo otto delle altre tre traduzioni conosciute). Abbiamo anche frammenti di un suo commentario alle Confutazioni e agli Analitici Secondi.
Apprendiamo dal prologo di una traduzione latina degli Analitici Secondi della metà del XII secolo che i "Maestri di Francia" (forse quelli di Chartres o di Parigi) conoscevano in quel periodo le traduzioni di Giacomo da Venezia e le usavano nonostante fossero "avvolte dalle tenebre dell'oscurità". Giovanni di Salisbury conosceva le traduzioni di Giacomo da Venezia e utilizzò la sua versione degli Analitici secondi nel Metalogicon (1159). In una lettera a Riccardo, Arcidiacono di Coutances, gli chiede di fare delle copie delle opere di Aristotele che possiede, con spiegazioni dei passi difficili. Infatti sembra che Giacomo da Venezia avesse delle carenze nella conoscenza della grammatica e della mitologia greche. Un'altra ragione delle difficoltà è che le sue traduzioni sono molto letterali, vicine alla sintassi greca: quando una parola non ha un equivalente esatto in latino, prima fornisce il termine greco e poi un termine corrispondente in latino che da allora in avanti acquisisce un nuovo significato. Il vocabolario filosofico gli deve quindi molti termini tecnici.
La raccolta dei manoscritti della biblioteca dell'Abbazia di Mont-Saint-Michel, oggi conservata presso la biblioteca di Avranches contiene le più antiche copie conosciute della maggior parte delle traduzioni attribuite a Giacomo da Venezia. Alcune di queste copie furono realizzate nello scriptorium dell'abbazia. Tutti i manoscritti risalgono alla seconda metà del XII secolo, quando visse Roberto di Torigni, abate di Mont-Saint-Michel dal 1154 al 1186, il quale sembra aver avuto «un ruolo di pioniere nella diffusione della nuova letteratura aristotelica».